# Formaggio fuso a fette
Il formaggio fuso a fette, chiamato anche fettine o, erratamente, cheddar, e noto per antonomasia come sottiletta è un prodotto alimentare industriale di origine statunitense (da cui il nome formaggio americano, che viene utilizzato al di fuori dei confini italofoni) e a base di formaggio a pasta fusa. Viene commercializzato in forma piatta e quadrata, con consistenza molto soffice, un sapore cremoso e salato e un punto di fusione basso in modo da sciogliersi o filare facilmente durante la preparazione dei cibi in cucina.

## Storia
Dopo l'invenzione del formaggio fuso in Svizzera nel 1911, l'imprenditore canadese James Lewis Kraft brevettò negli Stati Uniti d'America un nuovo metodo di produzione per renderlo duraturo, consistente nella qualità e facile da conservare e affettare. Il successo del prodotto fece diventare la Kraft Food una grande azienda. Norman Kraft, fratello del fondatore e direttore del reparto ricerca della Kraft Food, studiò a lungo come facilitare ulteriormente il consumatore, cercando di creare un formaggio da vendere già tagliato a fette. L'invenzione non fu facile, perché il metodo di produzione originale del formaggio fuso prevedeva che fosse confezionato e sigillato ancora caldo, per cui pensare di affettare un fluido bollente era equivalente ad affettare la lava.
Nel 1935 Norman Kraft provò a versare il formaggio liquefatto caldo su un tavolo in acciaio, appiattendo poi il formaggio con un mattarello freddo; dopo 15 anni di perfezionamento, nel 1949 vennero finalmente lanciate sul mercato statunitense le Kraft De Luxe Process Slices, celebrate nel 1950 dalla rivista Modern Packaging come un'invenzione con cui "tutti gli svantaggi del formaggio affettato in negozio - variazioni di spessore delle fette, bordi scheggiati, confezioni imperfette, essiccazione, estremità arricciate, ecc. - sono stati superati". Il successo fu immediato: la rivista The Progressive Grocer registrò un aumento del 150% nelle vendite di formaggio negli Stati Uniti.
Inizialmente le fette di formaggio fuso venivano confezionate e vendute in blocco e in un unico involucro, creando spesso l'inconveniente di attaccarsi tra loro e di rompersi nel tentativo di dividerle; inoltre, una volta aperta la confezione, il prodotto residuo doveva essere consumato rapidamente. Nell'agosto 1956 l'ingegnere Arnold Norman Nawrocki brevettò per la Clearfield Cheese Co. di Curwensville (Pennsylvania) un "apparato per la produzione di fette di formaggio confezionate singolarmente", per avvolgere "una lastra di formaggio, simile a una fetta, in un involucro trasparente e flessibile". Grazie a tale invenzione, la scadenza del prodotto passò da una settimana a più di 6 mesi.
La Clearfield Cheese Company iniziò a vendere le fettine di formaggio confezionate singolarmente nel 1956, ma i venditori incontrarono difficoltà nella commercializzazione del prodotto: gli acquirenti temevano di pagare di più il prodotto per la nuova confezione. Nel tentativo di lanciare il suo prodotto, la società stampò la scritta "Individually Wrapped" (incartate individualmente) in grandi lettere in grassetto, ma le vendite ancora non partirono; allora la dicitura venne cambiata in "Each Slice Wrapped" (ogni fetta incartata) e il successo fu immediato: nel 1970, la Clearfield Cheese Company divenne il secondo produttore di formaggio più grande al mondo (secondo solo a Kraft Foods).
Kraft Food imitò la tecnologia inventata da Nawrocki e nel 1965 iniziò a commercializzare le Kraft Singles confezionate singolarmente.

## Produzione
Per preparare le sottilette, il formaggio viene macinato, combinato con emulsionanti e altri ingredienti, mescolato e riscaldato fino a quando viene a formarsi un impasto omogeneo. Per pastorizzarlo, la miscela di formaggio deve essere riscaldata a una temperatura di almeno 66 °C per almeno 30 secondi. I requisiti di composizione delle sottilette controllano la percentuale di grasso del latte, l'umidità, il sale e il valore del pH nel prodotto finale, insieme alle specifiche per sapore, corpo e consistenza, colore e solubilità. In molti casi, le sottilette vengono colorate di giallo con l'annatto.
Ogni sottiletta viene incartata e venduta in pile o blocchi assieme ad altre fette di formaggio.

## Nel mondo

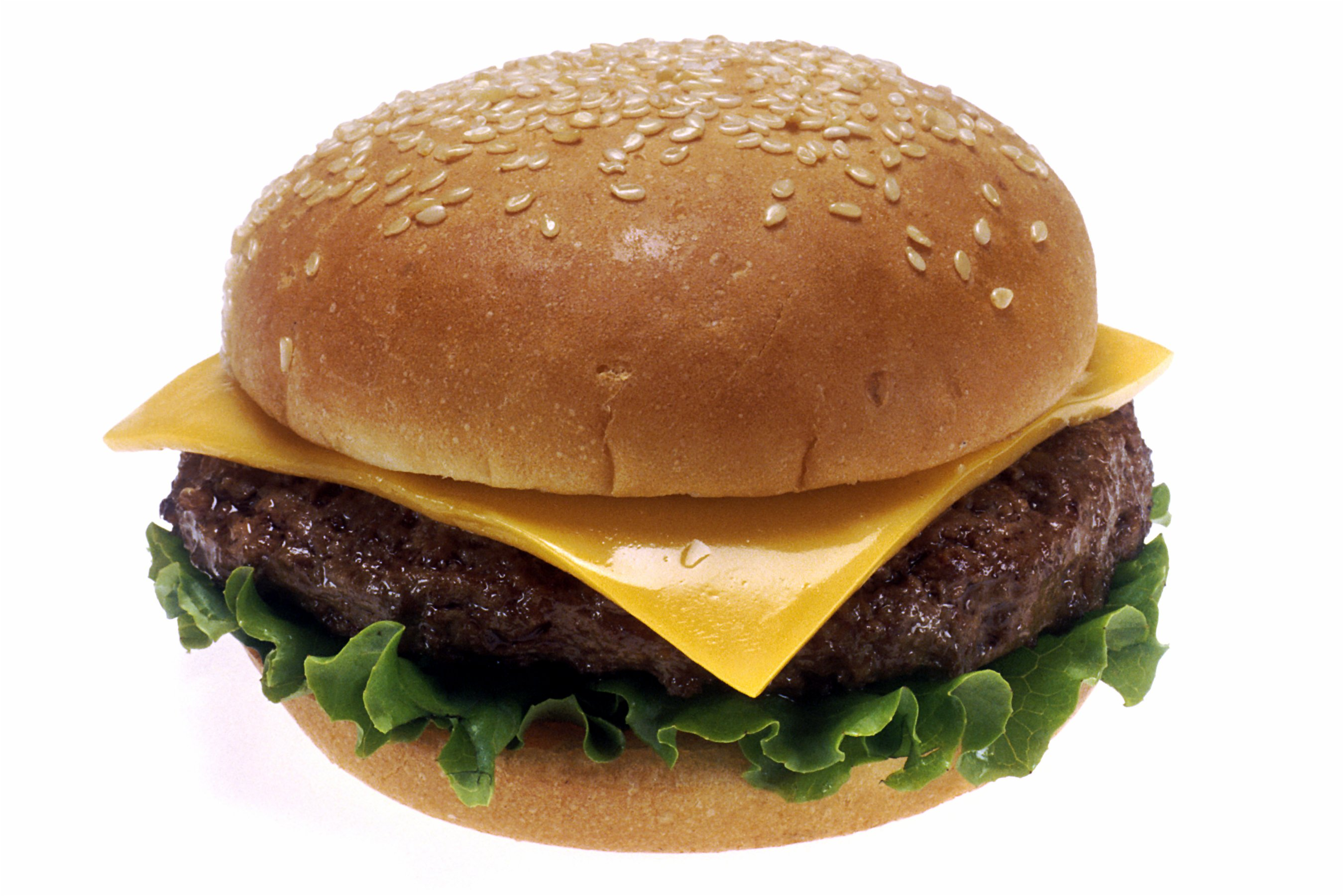
Un cheeseburger, alimento preparato usando le sottilette

### Italia
La Kraft lanciò le Sottilette® sul mercato italiano negli anni 1960, utilizzando però formaggi più appetibili e conosciuti dai consumatori (emmenthal e provolone), anziché il cheddar americano. Dato il grande successo, da allora il marchio del prodotto è stato utilizzato colloquialmente per antonomasia per indicare la tipologia di prodotto.
Successivamente vennero impiegati anche altri formaggi filanti stagionati o semi-stagionati, come fontal, mozzarella e gouda (oltre all'emmenthal), miscelati con latte e burro e infine fusi. In tempi più recenti, sono state create varianti con formaggi regionali, come Parmigiano Reggiano, Grana Padano e Dolcesardo.

### Stati Uniti d'America
Secondo gli standard di identità dei prodotti lattiero-caseari del Code of Federal Regulations (CFR) degli Stati Uniti, per essere riconosciuto come "sottiletta", un formaggio deve essere prodotto con formaggio cheddar, colby, latticini la cui cagliata è stata lavata, formaggio granulare fresco o una miscela di due o più di essi. Il CFR include anche un regolamento che spiega come produrre le sottilette.
Dal momento che il suo processo di produzione differisce dai formaggi tradizionali, le leggi federali impongono che le sottilette vengano classificate process American cheese ("formaggio americano lavorato") se ottenuto dalla combinazione di più di un formaggio o "formaggio alimentare americano lavorato" se contiene almeno il 51 % di formaggio, ma vengono aggiunti altri ingredienti caseari specifici come: panna, latte, latte scremato, latticello, siero di latte di formaggio o albumina di formaggio. I prodotti che hanno altri ingredienti aggiunti, come le Sottilette Kraft, che contengono un concentrato di proteine del latte, sono per legge obbligati ad essere inseriti in altre categorie.

## Nella cultura di massa
Nella celebre serie televisiva statunitense Happy Days, l'attrice Erin Moran interpretò il ruolo di Joanie Cunningham, sorella del protagonista Richard Cunningham (Ron Howard) e soprannominata nella traduzione italiana "Sottiletta" da Fonzie a causa della sua magrezza. Nell'originale tuttavia il soprannome è Shortcake, dal significato differente.